# روبي تيوزداي (أغنية)

روبي تيوزداي (بالإنجليزية: Ruby Tuesday)‏ أغنية سجلها فريق رولينج ستونز في عام 1966، واصدرها في يناير 1967، وأصبحت رابع أغنية ناجحة للفريق في الولايات المتحدة، ووصلت إلى المركز الثالث في المملكة المتحدة بصفتها ثنائية الجانب على نفس الأسطوانة مع أغنية «دعنا نقضي الليلة معاً Let's Spend the Night Together». توجد الأغنية في الولايات المتحدة ضمن ألبوم "بين الأزرار Between the Buttons" (في المملكة المتحدة، غالبًا ما يتم استبعاد الأغنية الفردية من ألبومات الاستوديو).
صنفت مجلة رولينج ستون أغنية «روبي تيوزداي» في المرتبة 310 في قائمتها «أعظم 500 أغنية في كل العصور».

## خلفية الأغنية
قال ميك جاغر للصحفي جان وينر من مجلة رولنج ستون عام 1995: «إنها أغنية رائعة... إنها مجرد لحن جميل حقًا، وكلماتها جميلة، لم أقم بكتابة أي منهما، لكنني دائمًا أستمتع بغنائها». أوضح كيث ريتشاردز أن الكلمات تدور حول ليندا كيث، صديقته في منتصف الستينيات (كانت تعمل عارضة أزياء) قائلاً: «لا أعلم، لقد كانت غاضبة.. في مكان ما... لقد كانت حزينًة للغاية.. جدًا.. وكان يوم الثلاثاء.. انها أحد هذه الأشياء.. بعض الفتيات.. تتركهم وكل ما يتبقى هو البيانو والجيتار وزوج من الملابس الداخلية... وداعًا كما تعلمون.. وهكذا تخرج من ذلك، وبعد ذلك تقوم بالبناء عليها، إنها واحدة من تلك الأغاني التي يسهل كتابتها لأنها حقًا كانت موجودة بالفعل وتعنيها نوعًا ما... بالنسبة لكاتب الأغاني، يصاب قلبه ويأتي بأغنية جيدة».

## طاقم العزف والتسجيل
ميك جاغر: غناء رئيسي.
كيث ريتشاردز: جيتار صوتي (اكوستك)، وجيتار باس مزدوج.
تشارلي واتس: طبول، وإيقاع
بريان جونز: بيانو، وريكوردر.
بيل وايمان: جيتار باس مزدوج.

## الأغنية على القوائم حول العالم
احتلت الأغنية المركز الأول على قائمة الهوت بيلبورد 100، وأيضا قائمة مجلة كاش بوكس في الولايات المتحدة.
احتلت المركز الثاني في أستراليا وكندا.
احتلت المركز الثالث في المملكة المتحدة.
احتلت المركز الرابع والسادس على التوالي في جنوب أفريقيا وأيرلندا.
حققت جائزة الأسطوانة الذهبية في الولايات المتحدة.

## نسخة ميلاني

سجلت مغنية البوب والفلكلور الأمريكية «ميلاني» أغنية «روبي تيوزداي» لألبومها لعام 1970 «شموع في المطر Candles in the Rain»، وصدرت نسختها كأغنية فردية في المملكة المتحدة، حيث أصبحت من أفضل عشرة أغاني في ذلك العام، كما صعدت إلى المركز السابع في نيوزيلندا. قامت ميلاني بتسجيل نسخة ثانية لألبومها لعام 1978 «شوارع قاعات الاحتفالات Ballroom Streets». صعدت نسخة ميلاني إلى المركز التاسع في المملكة المتحدة، والمركز 52 في الولايات المتحدة.

## كلمات الأغنية
لم تكن لتقول من أين أتت She would never say where she came from
الأمس لا يهم إذا ذهب Yesterday don't matter if it's gone
بينما الشمس مشرقة While the sun is bright
أو في أحلك الليالي Or in the darkest night
لا أحد يعلم، انها تأتي وتذهب No one knows, she comes and goes
وداعا روبي تيوزداي Goodbye Ruby Tuesday
من يمكنه اطلاق اسم عليك؟ Who could hang a name on you
عندما تتغيرِ مع كل يوم جديد When you change with every new day
ما زلت سأفتقدك Still I'm gonna miss you
لا تسأل لماذا تحتاج إلى أن تكون حرة Don't question why she needs to be so free
ستخبرك انها الطريقة الوحيدة لتكون She'll tell you it's the only way to be
هي فقط لا يمكن تقييدها بالسلاسل She just can't be chained
إلى حياة لا يكسب فيها شيء To a life where nothing's gained
أو لا يضيع شيء، بهذه التكلفة Or nothing's lost, at such a cost
وداعا روبي تيوزداي Goodbye Ruby Tuesday
سمعتها تقول: «ليس هناك وقت نضيعه» "There's no time to lose," I heard her say
قبض أحلامك قبل أن تفلت من أيدينا Catch your dreams before they slip away
الموت في كل وقت Dying all the time
تفقد أحلامك وسوف تفقد عقلك Lose your dreams and you will lose your mind
أليست الحياة قاسية؟ Ain't life unkind
وداعا روبي تيوزداي Goodbye Ruby Tuesday

## وصلات خارجية
https://rollingstones.com/ روبي الثلاثاء (أغنية)
https://www.melaniesafka.com/ روبي الثلاثاء (أغنية)
https://www.youtube.com/watch?v=V2CfgWPj3ls روبي الثلاثاء (أغنية)
https://www.youtube.com/watch?v=_ca0l5KMdX0 روبي الثلاثاء (أغنية)